# Procter & Gamble
P&G (viết tắt của Procter & Gamble) là một tập đoàn hàng tiêu dùng đa quốc gia của Mỹ nằm trong danh sách Fortune 500 do tạp chí Fortune của Mỹ bình chọn hàng năm dựa trên tổng thu nhập và mức đóng góp vào ngân sách quốc gia qua các loại thuế. P&G có trụ sở tại quận trung tâm Cincinnati, Ohio và chuyên sản xuất các mặt hàng tiêu dùng rất đa dạng. P&G được xếp thứ 5 trong danh sách những công ty đáng ngưỡng mộ nhất của tạp chí Fortune năm 2011. P&G nổi tiếng về nhiều sáng kiến kinh doanh bao gồm quản trị thương hiệu và quảng cáo sản phẩm qua truyền thanh - truyền hình.

## Thay đổi
.Năm 2014, P&G đạt doanh thu 83,1 tỷ USD. Vào ngày 1 tháng 8 năm 2014, P&G tuyên bố sắp xếp hợp lý công ty, loại bỏ và bán bớt khoảng 100 thương hiệu khỏi danh mục sản phẩm của mình để tập trung vào 65 thương hiệu còn lại,  tạo ra 95% lợi nhuận của công ty. AG Lafley —chủ tịch và Giám đốc điều hành của công ty cho đến ngày 31 tháng 10 năm 2015 — cho biết P&G trong tương lai sẽ là "một công ty đơn giản hơn, ít phức tạp hơn nhiều với các thương hiệu hàng đầu dễ quản lý và vận hành hơn".
Jon Moeller hiện là Chủ tịch kiêm Giám đốc điều hành của P&G.

## Lịch sử